# Wspólnota administracyjna Eitensheim
Wspólnota administracyjna Eitensheim – wspólnota administracyjna (niem. Verwaltungsgemeinschaft) w Niemczech, w kraju związkowym Bawaria, w rejencji Górna Bawaria, w regionie Ingolstadt, w powiecie Eichstätt. Siedziba wspólnoty znajduje się w miejscowości Eitensheim.
Wspólnota administracyjna zrzesza dwie gminy wiejskie (Gemeinde): 
- Böhmfeld, 1 619 mieszkańców, 16,28 km²
- Eitensheim, 2 850 mieszkańców, 15,72 km²